# Staatskirche

Staaten mit Staatskirche:
Orthodoxe Kirche
Protestantismus
Römisch-katholische Kirche
Christentum (nicht näher bezeichnet)
Staaten, die sich (nicht-christlich) religiös definieren
Buddhismus
Islam (allgemein)
Schia
Sunniten
Staaten ohne Staatskirche oder religiöse Präferenz

Als Staatskirche wird eine christliche Religionsgemeinschaft bezeichnet, die in einem Staat aufgrund geltenden Rechts (meistens mit Verfassungsrang) zur offiziellen Religion bestimmt wurde. Diese Regelung betrifft entweder das ganze Staatsgebiet oder nur einen Teilstaat. Eine Staatskirche leitet sich oftmals von einer Monarchie ab und ist dabei eng mit der Person des Monarchen verbunden, dem in der Regel eine besondere Rolle innerhalb der Staatskirche zukommt. Auch frühere Monarchien, die heute eine republikanische Verfassung haben, haben manchmal noch eine Staatskirche (z. B. die Kirche von Griechenland). Fälschlicherweise werden häufig die Begriffe Staats-, Landes- und Volkskirche synonym verwandt. Die öffentlich-rechtliche Anerkennung einer Religionsgemeinschaft begründet noch nicht deren Erhebung zur Staatskirche.
Eine Kirche kann sich als Staatskirche auf das Gebiet eines Staates oder Teilstaates beschränken (z. B. Church of England, [früher] Evangelisch-reformierte Landeskirche des Kantons Zürich) oder sie kann in mehreren Staaten offizielle Kirche sein (z. B. vormals die katholische Kirche in Spanien, in Italien und Belgien).
Historisch waren in vielen Fällen Staatsangehörigkeit und Kirchenmitgliedschaft identisch, und einige Staatskirchen sahen Mission als prinzipiell verzichtbar an.
Staatskirchen haben gewöhnlich gewisse staatliche Privilegien (Steuern, Ansehen der Geistlichen), sind aber auch an gewisse Regeln des Staats gebunden. Das Ausmaß der Privilegien und Einspruchsrechte des Staats kann je nach Land und Zeit sehr unterschiedlich sein, z. B. in den deutschen Landeskirchen und im Cäsaropapismus.
Staatsreligion hat nicht die gleiche Bedeutung wie Staatskirche, denn während Erstere selbständige Glaubensgemeinschaften beinhaltet (z. B. Katholische Kirche), bezeichnet zweiteres eine dem Staat angegliederte Kirche.

## Einzelne Länder

### Armenien
Das erste Land, das das Christentum offiziell als Staatskirche einführte, war Armenien (König Trdat III.) im Jahr 301. Heute sind Staat und Kirche voneinander getrennt, auch wenn es in verschiedenen Bereichen eine punktuelle Zusammenarbeit gibt (zum Beispiel Militärseelsorge).

### Äthiopien
Äthiopien ist das zweite Land, welches das Christentum zur offiziellen Staatsreligion machte, und zwar durch König Ezana im Jahre 331 oder 344/5. Damit ist Äthiopien neben Armenien einer der ältesten christlichen Staaten der Welt und der erste christliche Staat Afrikas und des Orients. Außerdem ist die lange Tradition des Christentums in Äthiopien erwähnenswert. Die dortige Staatskirche ist die koptische Kirche Äthiopiens, auch Äthiopisch-Orthodoxe Tewahedo-Kirche genannt, sie war lange Zeit Teil der kleineren Koptische Kirche Ägyptens; dennoch stehen die beiden Kirchen heute noch in sehr starker Verbindung, so ist der koptische Papst bzw. Patriarch Ägyptens auch gleichzeitig das Ehrenoberhaupt der äthiopischen Kirche. Seit dem Sturz des äthiopischen Kaisers Haile Selassie im Jahr 1974 ist das Christentum nicht mehr die Staatsreligion des Landes, dennoch nimmt noch heute die Kirche eine große Rolle im Leben der Äthiopier ein.

### Deutschland
In der Reformationszeit wurde mit dem Prinzip cuius regio, eius religio (wem das Land gehört, der bestimmt die Konfession) der Territorialherr auch der jeweils oberste Kirchenherr. Der Augsburger Religionsfrieden von 1555 besiegelte endgültig, dass in den nun protestantischen Gebieten die Landesfürsten quasi Bischofsrechte erhielten, also das Recht zur kirchlichen Rechtsprechung und das Recht zur Einsetzung der Geistlichen. Theologisch wurden die reformierten und lutherischen Kirchen jedoch nicht vom Fürsten definiert. Martin Luther trat dieser Form von weltlicher Kirchenherrschaft entgegen (siehe: Zwei-Reiche-Lehre). Die Mitwirkung der Fürsten führte zu noch heute sichtbaren Auswirkungen. So ist das Entstehen der evangelisch unierten Kirche 1817 oder aber der klassische schwarze Talar als Amtstracht evangelischer Pfarrer (ab 1811) auf das direkte Einwirken preußischer Fürsten zurückzuführen. Mit der Weimarer Republik nach dem Ende des Ersten Weltkrieges und der Abdankung der Fürsten auf Landes- und Reichsebene erhielten die protestantischen Landeskirchen und katholischen deutschen Bistümer ihre staatliche Unabhängigkeit.
Die weltanschauliche Neutralität der Bundesrepublik Deutschland wird heute aus dem Zusammenwirken verschiedener verfassungsrechtlicher Normen, welche das Verhältnis von Staat zu Religion und Kirche bzw. Weltanschauung darstellen, umschrieben. Dabei sind insbesondere die Religionsfreiheit des Art. 4 Abs. 1, 2 des Grundgesetzes, das Verbot der Staatskirche in Art. 140 GG in Verbindung mit Art. 137 Abs. 1 der Weimarer Reichsverfassung oder auch die Verbote der Benachteiligung und Bevorzugung der Bürger aus religiösen Gründen nach Art. 3 Abs. 3 GG sowie die Unabhängigkeit bürgerlicher Rechte und der Zulassung zu öffentlichen Ämtern vom religiösen und weltanschaulichen Bekenntnis (Art. 33 Abs. 3 GG) zu nennen.
Ungeachtet davon ist das Verhältnis von Staat und Kirche in Deutschland nicht streng laizistisch, wie beispielsweise in Frankreich, sondern in vielen Bereichen auf Kooperation angelegt. Als Beispiele hierfür können der Religionsunterricht, der gemäß Art. 7 Abs. 3 GG ordentliches Lehrfach ist und in Übereinstimmung mit den Grundsätzen der Religionsgemeinschaften erteilt wird, die Möglichkeit der Erhebung von Kirchensteuer mit Hilfe der staatlichen Finanzbehörden, Art. 140 GG in Verbindung mit Art. 137 VI WRV, sowie das Recht nach Art. 140 GG in Verbindung mit Art. 137 V WRV, den Status einer öffentlich-rechtlichen Körperschaft zu erlangen, genannt werden. Siehe auch den Artikel Landeskirche.

### Dominikanische Republik
In der Dominikanischen Republik ist die katholische Kirche nach einem Konkordat mit dem Vatikan Staatsreligion.

### Frankreich
Mit dem Übertritt zum Katholizismus wandelte Chlodwig I. das Frankenreich in ein katholisches Reich um – auch seine fränkischen Untertanen wurden katholisch. In Frankreich blieb der Katholizismus bis zur französischen Revolution Staatsreligion. Das Gesetz zur Trennung von Kirche und Staat führte 1905 den Laizismus in Frankreich ein, der bis heute in der Verfassung Frankreichs festgeschrieben ist.
Ausnahmen bilden jedoch die 1871 bis 1919 zum Deutschen Reich gehörenden Gebiete der Region Elsass und des lothringischen Moseldépartements, wo die Laizitätsgesetze nicht gelten und zwischen Staat und Kirchen (sowie der jüdischen Religionsgemeinschaft) ein ähnliches Verhältnis wie in Deutschland herrscht (z. B. werden von den Mitgliedern der evangelischen (Union Protestantischer Kirchen von Elsass und Lothringen) und katholischen Kirche (Bistümer Metz und Straßburg) Kirchensteuern eingezogen). Die Saläre der Seelsorger bestreitet dort der Staat.

### Georgien
Seit 1991 ist die Georgische Orthodoxe Apostelkirche in Georgien, die zu den orthodoxen Kirchen gehört, wieder Staatskirche.

### Griechenland
Die Griechisch-Orthodoxe Kirche, welcher über 90 % der Griechen angehören, ist laut Staatsverfassung von Griechenland auch heute noch eine Staatskirche, auch wenn das Verhältnis zwischen Kirche und Staat nicht immer ohne Spannungen ist. Alle ihre Bischöfe müssen vom griechischen Parlament bestätigt werden. Die Griechisch-Orthodoxe Kirche spielt auch durch ihren ausgedehnten Landbesitz noch eine wichtige Rolle.

### Vereinigtes Königreich
Die Church of England war von ihrer Entstehung her Staatskirche von England. Der König ist bis heute offiziell das Oberhaupt der Kirche und ernennt Erzbischöfe und Bischöfe auf den Rat des Premierministers. Erzbischöfe und Bischöfe sitzen im englischen Oberhaus. Anders ist die Situation in Schottland, wo 1926 der Status der presbyterianischen Church of Scotland von der Staatskirche zur „Nationalkirche“ gewandelt wurde. Durch den Welsh Church Act 1914 wurde die Church in Wales selbständig und zugleich ihres Status als etablierte Staatskirche entkleidet („disestablishment“).

### Königreich Kambodscha
Der Theravada-Buddhismus, der ab dem 14. Jahrhundert den Hinduismus und den Mahayana-Buddhismus im Königreich Kambodscha verdrängte, war bis 1975 Staatsreligion und ist es wieder ab den späten 1980er Jahren. Heute ist er gesetzlich in der Verfassung verankert.

### Liechtenstein
Die römisch-katholische Kirche ist im Fürstentum Liechtenstein gem. Art. 37 II der Landesverfassung Landeskirche. Andere Religionen genießen kraft der Verfassung individuelle und korporative Religionsfreiheit. Im Juni 2011 wurde eine Gesetzesinitiative der liechtensteinischen Regierung gestartet, die eine Trennung von Staat und Kirche in Liechtenstein vorsieht.

### Monaco
Im Fürstentum Monaco an der französischen Mittelmeerküste (Côte d’Azur) nahe der italienischen Grenze ist die katholische Kirche nach wie vor gesetzlich festgelegte Staatsreligion.

### Orthodoxie in slawischen Ländern
Die orthodoxen Kirchen sehen sich als die Kirche auf dem entsprechenden Staats- oder Volksgebiet und waren in der Geschichte oft eng mit der Regierung verbunden. Aber auch ohne Verbindung zur weltlichen Macht (griechisch-orthodoxe Kirche unter türkischer Herrschaft, viele andere unter dem Realsozialismus) verstehen die orthodoxen Kirchen bis heute das Staats- bzw. Volksgebiet als identisch mit der Ausdehnung der Kirche.

### Österreich
Im Österreich des 18. Jahrhunderts verfügte Joseph II. das Staatskirchentum in Gestalt des Josephinismus. Die Vormachtstellung der römisch-katholischen Kirche in Österreich, Hausreligion der Habsburger und damit De-facto-Staatsreligion, und bis heute Bekenntnis der überwiegenden Mehrheit der Österreicher, wurde erst in der zweiten Hälfte des 20. Jahrhunderts sukzessive abgebaut und aus staatlichen Belangen verdrängt. Geblieben ist beispielsweise das Konkordat mit dem Heiligen Stuhl von 1933 (unter Dollfuß) als völkerrechtlicher Vertrag. Unter den bedeutenderen politischen Parteien in Österreich ist selbst die ÖVP nurmehr programmatisch und unter anderem christlich-sozial ausgerichtet.
Die nicht vollständige Trennung von Kirche und Staat findet sich heute neben der Aufsicht des Kultusamtes (derzeit am Bundeskanzleramt angesiedelt) hauptsächlich in allgemeinen Schutzregelungen, die einen Eingriff des Staates in religiöse Belange darstellen, wie dem 8. Abschnitt Strafbare Handlungen gegen den religiösen Frieden des Strafgesetzbuches.

### Römisches Reich
Vom 4. Jahrhundert abgesehen, gab es im Römischen Reich immer eine einheitliche Staatsreligion. Zunächst die Römische Religion, dann während der Römischen Kaiserzeit den Kaiserkult, nach 391 den Katholizismus als römische Reichskirche.
Die Entstehung der katholischen Staatskirche geht auf Erlasse des Kaisers Theodosius zurück, der 381 den römisch-alexandrinischen trinitarischen Glauben zur offiziellen Religion des Römischen Reichs erklärte, um die innerchristlichen Streitigkeiten zu beenden, und 391 jeden heidnischen Kult verbot; nur das Judentum durfte unter gewissen Bedingungen weiter bestehen. Nach heutiger Sicht vieler Forscher war es jedoch erst Justinian I., der in der Mitte des sechsten Jahrhunderts im Römischen Reich das Christentum tatsächlich gegen das Heidentum durchsetzte. Die römische Reichskirche hatte gegenüber dem Staat nie die Macht der römisch-katholischen Kirche im Mittelalter, sondern war besonders im Osten immer in einem prekären Machtgleichgewicht mit der staatlichen Macht des Kaisers.
Machtverlust und Untergang des Weströmischen Reiches hatten im Westen einen Bruch im staatskirchlichen Denken zur Folge. Augustinus schrieb sein epochales Werk De civitate Dei, das von einem prinzipiellen Dualismus zwischen irdischem Staat und Staat Gottes ausgeht.
Im byzantinischen Osten entwickelt sich in der zweiten Hälfte des ersten Jahrtausends der Cäsaropapismus. Das Papsttum ist im Abendland seit dem 11. Jahrhundert dem kaiserlichen Führungsanspruch entgegengetreten. Der Katholizismus beanspruchte also einen Vorrang seiner geistlichen Autorität vor den weltlichen Gewalten.

### Schweiz
Die nähere Ausgestaltung des Verhältnisses zwischen Kirche und Staat ist gemäß Art. 72 BV Sache der Kantone, die in der Vergangenheit als selbständige republikanische Staaten auch darüber entschieden, ob sie sich der Reformation anschließen wollten oder nicht (in Graubünden sogar die einzelnen Gemeinden). Heute sind in den meisten Kantonen der Schweiz die reformierte, katholische und christkatholische Kirche, in einigen auch jüdische Gemeinden staatlich anerkannt und damit Körperschaften des öffentlichen Rechts. Diese als Landeskirchen bezeichneten Körperschaften kennen aber alle eine autonome, von den jeweiligen kantonalen Staatsorganen unabhängige Gesetzgebung und sind damit keine Staatskirchen im eigentlichen Sinne. Dies wird auch darin deutlich, dass alle betreffenden Kantone mehr als eine Landeskirche kennen, wogegen eine „Staatskirche“ neben sich schon per definitionem keine andere Staatskirche haben kann.
Am 2. März 1980 stimmte die Schweizer Bevölkerung über eine Volksinitiative „betreffend der vollständigen Trennung von Staat und Kirche“ durch Änderung des Art. 51 der (alten) Bundesverfassung ab. Der Empfehlung des Parlaments, die Initiative abzulehnen, folgte eine klare Mehrheit von 78,9 Prozent der Stimmen sowie alle Stände. Eine Trennung auf kantonaler Ebene wurde im Kanton Zürich am 4. Dezember 1977 mit 73 % Nein-Stimmen und ein zweites Mal am 24. September 1995 mit 64,8 % Nein-Stimmen verworfen.

### Skandinavien
Gemäß § 4 der dänischen Verfassung ist die evangelisch-lutherische Kirche eine Staatskirche. Sie war bis 1849 die einzige zugelassene Religionsgemeinschaft. Die Königin oder der König muss dieser angehören. Die (ehemaligen) dänischen Besitzungen haben das Staatskirchensystem übernommen.
- Dänische Volkskirche
  - Kirche in Grönland
- Färöische Volkskirche, selbständig 2007
- Isländische Staatskirche

In Schweden wurde die Schwedische Kirche 1999 von einer Staats- zur Volkskirche umgeformt. Norwegen folgte diesem Beispiel 2012. Auch die Evangelisch-Lutherische Kirche Finnlands ist keine Staatskirche.

### USA
In den Vereinigten Staaten von Amerika ist die Etablierung einer Staatskirche auf Bundesebene gesetzlich untersagt. Dieses Verbot geht u. a. zurück auf Roger Williams (1603–1683), der in dem von ihm verfassten Grundgesetz des US-Bundesstaates Rhode Island zum ersten Mal in der Geschichte die Trennung von Staat und Kirche festschrieb. Dieser Grundsatz floss später in die Verfassung der Vereinigten Staaten ein.